# Ahmad Obeidat

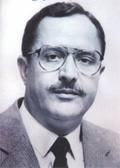
Ambas Obeidat en 1960 a los 22 años de edad

Amhad Obeidat (n. en Hartha, Irbid en 1938) es un político jordano, que ocupó el cargo de primer ministro del 10 de enero de 1984 al 4 de abril de 1985. Fue director del Departamento General de Inteligencia de 1974-1982, y Ministro del Interior de 1982-1984. Actualmente es el presidente del Frente Nacional por la Reforma.
- Datos: Q2509618